# Венг (Изар)
Венг (њем. Weng) општина је у њемачкој савезној држави Баварска. Једно је од 35 општинских средишта округа Ландсхут. Према процјени из 2010. у општини је живјело 1.408 становника. Посједује регионалну шифру (AGS) 9274188.

## Географски и демографски подаци
Венг се налази у савезној држави Баварска у округу Ландсхут. Општина се налази на надморској висини од 378 метара. Површина општине износи 15,6 km². У самом мјесту је, према процјени из 2010. године, живјело 1.408 становника. Просјечна густина становништва износи 90 становника/km².